# Theonella cylindrica
Theonella cylindrica är en svampdjursart som beskrevs av Wilson 1925. Theonella cylindrica ingår i släktet Theonella och familjen Theonellidae.
Artens utbredningsområde är havet kring Filippinerna. Inga underarter finns listade i Catalogue of Life.

## Bildgalleri

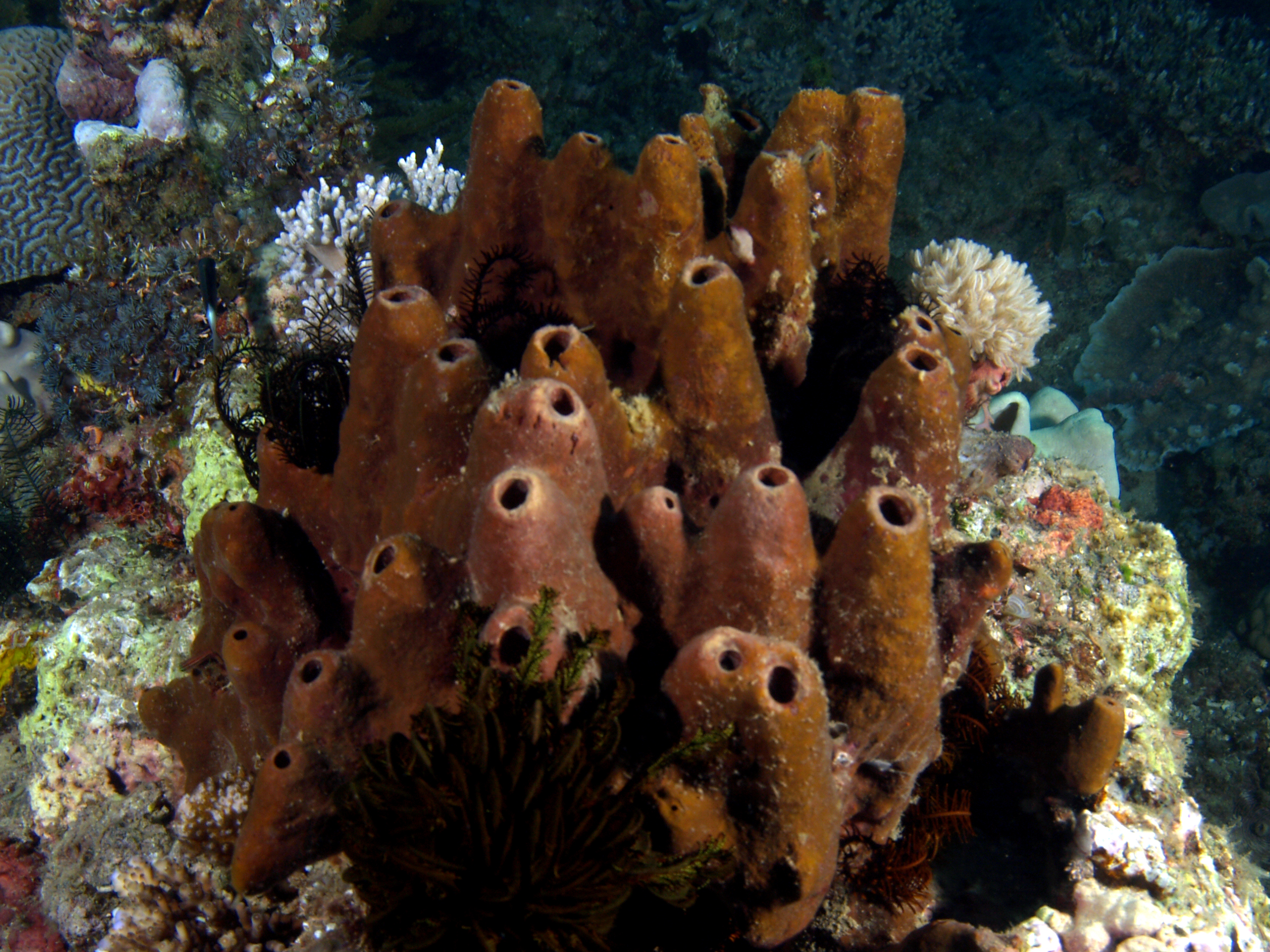